# Šanžán

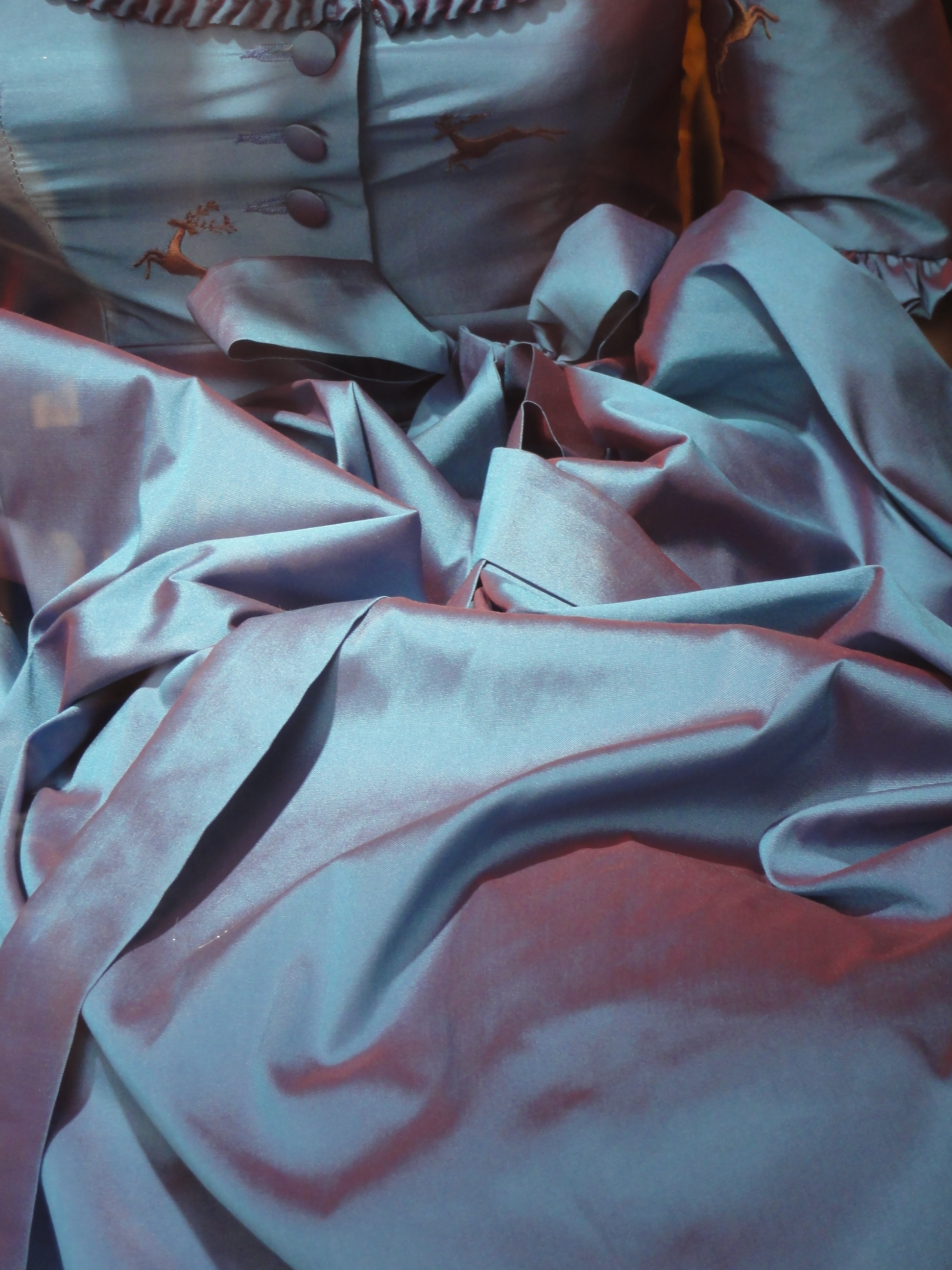
Šanžán z modré osnovy a růžového útku (Rakousko 2013)

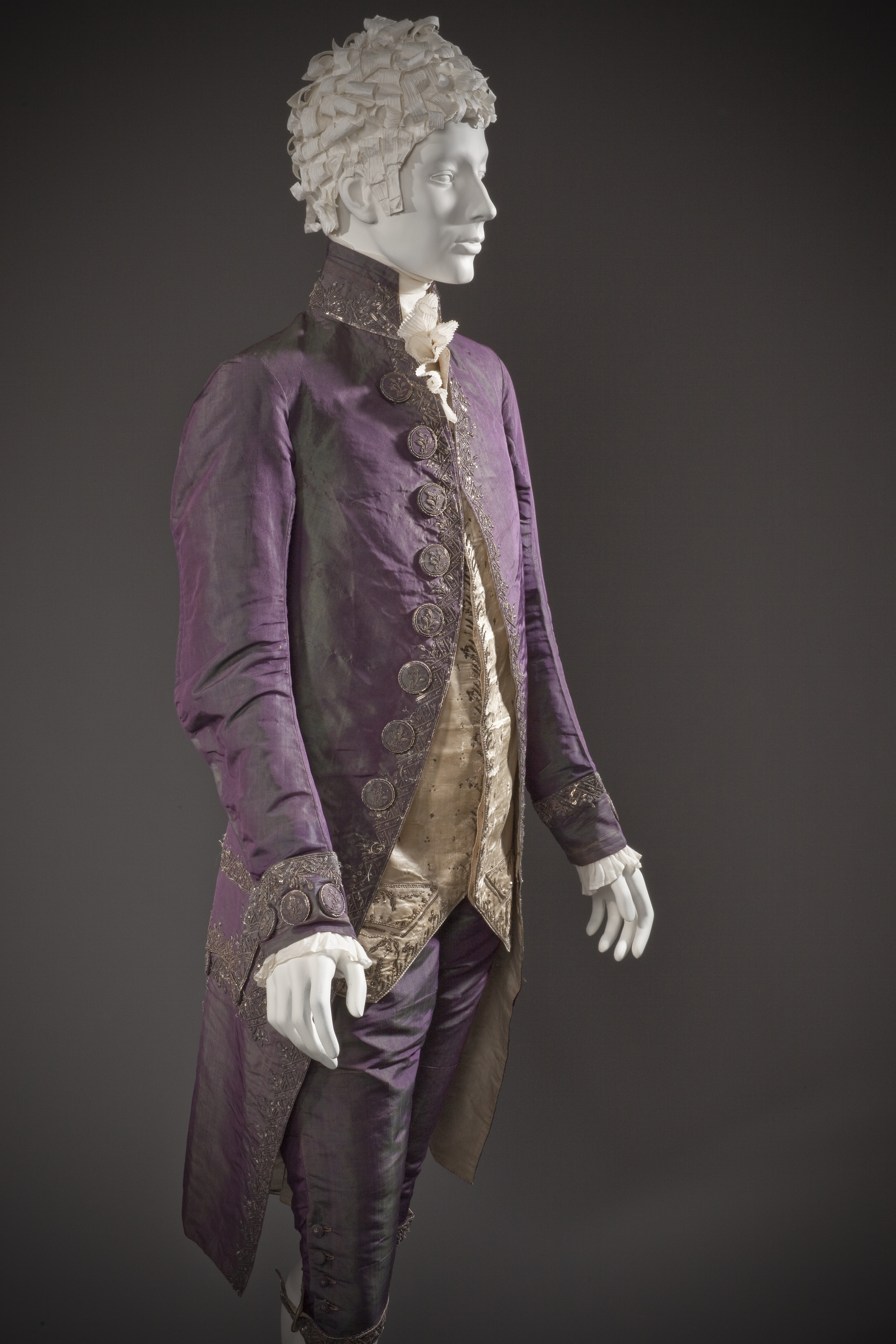
Plášť a kalhoty z hedvábného taftu z fialové osnovy a zeleného útku (asi z roku 1800, muzeum v Los Angeles)

Šanžán (z franc.: changeant = měňavý) je obchodní označení pro tkaninu v plátnové nebo keprové vazbě s měňavými odstíny barev na povrchu.

## Způsob výroby a použití
Vyrábí se převážně z filamentových přízí s použitím na dámské oděvy a na podšívku.
Měňavý efekt se dá dosáhnout
- kontrastně obarvenou přízí v osnově a v útku nebo
- s použitím rozdílných materiálů – např. acetát v osnově a viskóza v útku[3] nebo
- s potiskovanými osnovními nitěmi (používané v 18. a 19. století)[4]

Tzv. pološanžán je tkanina zhotovená z barevné příze buďto jen v osnově a nebo jen v útku a dodatečně v kuse přebarvená.
Pro šanžán se často používá také označení chameleon.

## Z historie šanžánu
Ve 12. století bylo podrobně popsáno použití šanžánu ve žluto-purpurové barvě na liturgické oděvy už v roce 698.